# Žan Grošelj
Žan Grošelj (4 ottobre 1993) è un ex sciatore alpino sloveno.

## Biografia
Grošelj, attivo in gare FIS dal dicembre del 2008, ha esordito in Coppa Europa il 3 gennaio 2013 a Chamonix in slalom speciale e in Coppa del Mondo il 9 marzo 2014 a Kranjska Gora nella medesima specialità, in entrambi i casi senza completare la prova. Il 21 dicembre 2015 ha ottenuto a Pozza di Fassa in slalom speciale il suo miglior piazzamento di carriera in Coppa Europa, classificandosi 13º.
Ai Mondiali di Sankt Moritz 2017, sua unica presenza iridata, non ha completato lo slalom speciale. Il 4 marzo 2018 ha disputato la sua ultima gara in Coppa del Mondo, lo slalom speciale di Kranjska Gora che non ha completato (non ha concluso nessuna delle 17 gare di Coppa del Mondo cui ha preso parte), e si è ritirato nel 2019: la sua ultima gara in Coppa Europa è stata lo slalom speciale disputato a Val-Cenis il 6 gennaio, dove è stato 22º, e la sua ultima gara in carriera è stata uno slalom gigante FIS, a Circhina il giorno successivo, che non ha portato a termine.

## Palmarès

### Coppa Europa
- Miglior piazzamento in classifica generale: 124º nel 2016 e nel 2017

### Far East Cup
- Miglior piazzamento in classifica generale: 11º nel 2017
- 3 podi:
  - 2 secondi posti
  - 1 terzo posto

### Campionati sloveni
- 6 medaglie:
  - 1 oro (slalom gigante nel 2018)
  - 2 argenti (slalom speciale nel 2016; slalom speciale nel 2018)
  - 3 bronzi (slalom speciale nel 2014; slalom speciale nel 2015; slalom speciale nel 2017)